# Kapatagan (Lanao del Norte)
Kapatagan ist eine philippinische Stadtgemeinde in der Provinz Lanao del Norte. Sie hat 62.853 Einwohner (Zensus 1. August 2015). Die Gemeinde grenzt an die Bucht von Panguil im Norden.

## Baranggays
Kapatagan ist politisch in 33 Baranggays unterteilt.
| - Bagong Badian - Bagong Silang - Balili - Bansarvil - Belis - Buenavista - Butadon - Cathedral Falls - Concepcion - Curvada - De Asis | - Donggoan - Durano - Kahayagan - Kidalos - La Libertad - Lapinig - Mahayahay - Malinas - Maranding - Margos - Poblacion | - Pulang Yuta - San Isidro - San Vicente - Santa Cruz - Santo Tomas - Suso - Taguitic - Tiacongan - Tipolo - Tulatulahan - Waterfalls |